# Акбар-наме

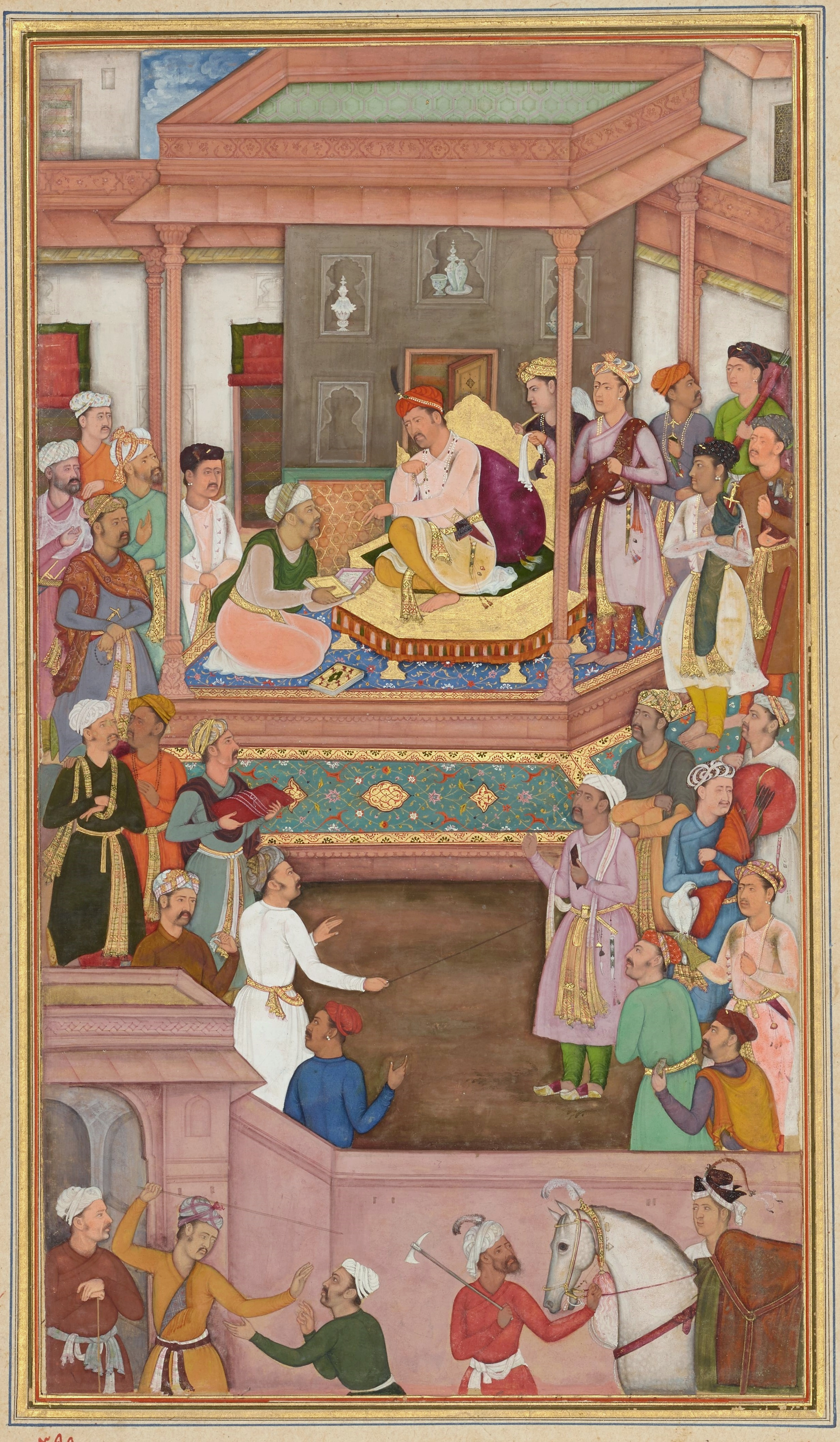
Абу-л Фазл представляет «Акбар-наме» Акбару

«Акбар-наме» (перс. اکبر نامه‎, «Книга Акбара») — написанная на персидском языке летопись, описывающая историю Империи Великих Моголов. Составлена по заказу Акбара Великого придворным историографом Абу-л Фазлом.

## История
Акбар приказал Абу-л Фазлу:
Напиши пером искренности рассказ о славных событиях и наших увеличивающих владения победах
Абу-л Фазл исполнил приказ, и создал свой труд между 1590 и 1596 годами. В иллюстрировании работы приняли участие не менее 49 художников.
После смерти Акбара в 1605 году манускрипт оставался в библиотеке его сына Джахангира, а затем — внука Шах-Джахана. В середине XIX века он попал в руки британскому комиссару в Авадхе, жена которого в конце XIX века продала это произведение Южнокенсингтонскому музею (ныне — Музей Виктории и Альберта).

## Структура
Летопись состоит из двух томов. В первом томе описывается история Тимуридов, правление Бабура и Хумаюна, династия Сур рождение Акбара. Второй том детально описывает правление Акбара вплоть до 1602 года.
В некоторых источниках к «Акбар-наме» причисляют ещё одно произведение Абу-л Фазла — «Айн-и-Акбари», в котором описывается сама Империя Великих Моголов.